# Liten tickmussling
Liten tickmussling (Antrodia ramentacea) är en svampart som först beskrevs av Berk. & Broome, och fick sitt nu gällande namn av Donk 1966. Enligt Catalogue of Life ingår Liten tickmussling i släktet Antrodia,  och familjen Fomitopsidaceae, men enligt Dyntaxa är tillhörigheten istället släktet Antrodia,  och familjen Meripilaceae. Arten är reproducerande i Sverige. Inga underarter finns listade i Catalogue of Life.